# プロレスゲーム
プロレスゲームは、アーケードゲーム、家庭用テレビゲームなどで発売されているプロレスの疑似体験ゲームのことである。ここでは日本で発売されたプロレスゲームのみを取り扱う。なお、この記事はプロレス疑似体験ゲームの項目のため、K-1などの格闘技ゲーム、パチンコ、パチスロの機種は除外する。

## 概要
初期に発売された家庭用ゲーム機版プロレスゲームとしては、ファミリーコンピュータ版『キン肉マン マッスルタッグマッチ』が、その1つである。初期のものからグラフィックなどは格段に向上している。また、特に21世紀初頭の作品においては、「実在するレスラー」や「本来実現が難しい他団体との交流」が主となっている。
初期のプロレスゲームではアクションゲームとして製作されているものが多かったが、後にレスラーエディット機能などの登場によりプロレスシミュレーターのようになった作品や、団体経営などに主軸を置き、アクション性が全くないシミュレーションゲームも発売されている。
『オールスタープロレスリング』においては、既に死去しているレスラーも登場するため「ジャンボ鶴田VS力道山」といった実戦では100%実現不可能な対決もゲーム中では実現可能である。

### 登場キャラクターの変化
初期の作品では『キン肉マン』などのアニメ系を除けば、実在のレスラーは登場せず架空の名前のレスラーが登場することが主であったが、1990年代に登場した『全日本プロレス』以降実在のレスラーも登場するようになり、現在では実在レスラーが登場する作品が主流になっている。また一部のゲームではレスラーの名前を自由に変更する機能やエディット機能が搭載されており、自由にレスラーを作ったりすることも可能になっている。

### グラフィックの変化
初期の作品には、入場シーンなどはなくキャラクターを選び決定するとそのまま試合開始というのが主体だったが、1990年中盤からは、各選手の入場シーンなどが追加されるようになった。が、入場シーンはレスラーの原曲ではなく原曲に似せた作りとなっていた。また1990年代の作品での入場シーンは、「横アングル」が主であり、リアルとは言い難いものであった。2000年以降に発売された作品のほとんどは、1990年代半ば頃の作品と比べ複数のアングル、入場シーンなどの演出が派手になり、一部ソフトでは原曲も流れるようになっている。また会場の変更が可能なものもある。

### 音声について
アーケード作品では初期より技を出す瞬間やレフェリーのカウントなどは音声で再現されていたが、家庭用ゲーム機では効果音のみで、音声などは一切無かった。1990年代初頭の作品においては、レスラーの掛け声などが音声として追加されたが本人のものではなかった。また、ファイプロシリーズではレスラーの掛け声を実際のレスラーが担当しているケースもある。ドリームキャスト版『ファイヤープロレスリングD』では、レスラーの声を実際のプロレスラー「黒田哲弘」が担当している。1990年代後期以降の作品においては、CD-ROMによる容量の増大のため実況、解説などが追加されている。

### 操作性の変化
初期の作品では相手と組み合うことは無く攻撃方法は打撃のみのものが多かったため、操作も「ボタンを連打する」、「タイミングを合わせてボタンを押す」といったものが主体であったが、現在の作品では「タイミングに合わせてボタンを押し、さらに別ボタンとの同時押し」などといった操作が必要となり、その分操作の難易度も上昇している。

### 2010年代以降
プロレス自体の人気低迷の影響からか2007年に発売された「レッスルキングダム2」以降日本のプロレスを題材にしたゲームは日本では発売されていなかった。WWEを題材としたゲームソフトは2012年の「WWE'12」が日本では最新であった。
2017年に入ると「WWE 2K18」がダウンロード販売を開始。2018年には「FIRE PRO WRESTLING WORLD」が新日本プロレスを題材とすることが発表された。
2020年代にはいると開発費の高騰化からスポーツゲーム全体の発売本数は減少。2019年発売の『WWE 2K20』では不具合が多発したことから2K GAMESはシリーズナンバリング作『WWE 2K21』の発売を見送った。『チキチキプロレス大乱闘!!』、『WWE 2K バトルグラウンド』のようなリアル志向から離れパーティーゲームを意識した作品など原点回帰の動きもみられる。

## 歴史

### 1980年代
1983年
プロレスを題材とした世界初のビデオゲーム作品は、アーケードにてテクノスジャパンが開発、データイーストより発売された『ザ・ビッグプロレスリング』である。操作方法は8方向レバーと2ボタンで構成されており、対戦相手と組み合った瞬間に技の名前が画面上に2秒間だけ表示され、左ボタンで選択して右ボタンで決定する事で技が掛けられるようになっていた。登場レスラーは4名で、プレイヤーが操作するキャラクターは「SUNNY」と「TERRY」のタッグチーム。CPU側の敵キャラクターは名前が付けられておらず、マスクマンと大男となっている。
本作ではゲーム開始時にレスラーの入場シーンが入っており、入場テーマ曲も流れるようになっている。また、リング上でのリングアナウンサーによる選手紹介も再現されている（音声はなし）。タッグチームのためレスラー交代も可能であり、体力ゲージが画面に表示され、体力が減ると移動速度が遅くなるなどの設定がされている。その他に、場外乱闘も再現されており、ランダムで乱入レスラーが現れるなどのプロレス的な演出も再現されている。
さらに本作ではレスラーの音声も音声合成によって入っており、技を掛ける瞬間に掛け声やレフェリーのカウントなども音声で再現されている。
1984年
アーケードではサンリツ電気が開発、セガ・エンタープライゼス（後のセガ・インタラクティブ）販売の形で『アッポー』が発売される。登場レスラーは8名となっており、プレイヤーは1人を選択し、CPU側のレスラーと1対1で試合をするシングルマッチ形式となっている。試合形式は3分3本勝負となっており、3分以内に相手を倒さないとゲームオーバーとなる仕組みであった。
操作方法は8方向レバーと3ボタンで構成されており、3ボタンは、それぞれパンチ、キック、ホールドとなっている。
登場レスラーは3頭身にデフォルメされた形になっており、全て仮名となっている。モデルレスラーはジャイアント馬場やスタン・ハンセン、アントニオ猪木やハルク・ホーガンなど当時の人気レスラーを模したものとなっている。
1985年
アーケードではテクノスジャパンが開発、タイトー販売の形で『ザ・プロレスリング・ネットワーク エキサイティング・アワー』が発売される。『ザ・ビッグプロレスリング』と同じ開発元であり、登場レスラーの技のモーションが前作より豊富になっている。登場レスラープレイヤーキャラクターが1名、敵キャラクターが5名となっており、全て架空のキャラクターとなっている。　
操作方法は8方向レバーと2ボタンで、2ボタンはそれぞれ大技、小技となっている。相手レスラーに接近するとヘッドロックを掛けた状態になり、レバー方向とボタンを押す事で技が掛けられるようになっている。また、本作では2ボタン同時押しでダッシュする事ができるため、初めてダッシュ攻撃が可能なゲームとなった。
家庭用ゲーム機では、2月にセガ・マークIII対応ソフトとしてセガ・エンタープライゼスより『チャンピオンプロレス』が発売され、本作が家庭用ゲーム機で初のプロレスゲームとなった。ゲームシステムはレスラーの下に表示された技名をボタンで切り替え、相手に接近した際にその技を仕掛けるようになっている。登場レスラーはストマック・リーとマスカーXの2名のみとなっている。
その後、11月にファミリーコンピュータ対応ソフトとして、バンダイより『キン肉マン マッスルタッグマッチ』が発売される。本作は人気漫画のキャラクターを使用した作品であり、バンダイ初のファミリーコンピュータ対応ソフトであった。ゲームシステムは8方向ボタンと2ボタンで構成され、2ボタンはそれぞれジャンプとパンチとなっている。登場キャラクターは8名で、プレイヤーは必ず2人のキャラクターを選び、タッグマッチ形式となっている。これまでのプロレスゲームと異なる所は自在にジャンプができる事であり、ジャンプキックがどこでも使用可能となっている所、相手と組み合うという要素がなく相手の前でパンチボタンを押す事で直接打撃攻撃やハンマースルー攻撃、相手のバックでパンチボタンを押す事でスープレックス攻撃ができる事などがあるが、最大の特徴は場外にいるミート君が投げる「命の玉」を獲得する事で各キャラクター個別の必殺技が使用できる事である。その他、氷リングや電気リングなどのギミックも初搭載している。
1986年
4月にファミリーコンピュータにてナムコ（後のバンダイナムコエンターテインメント）より『タッグチームプロレスリング』が発売される。本作はアーケードで発売された『ザ・ビッグプロレスリング』の移植となる作品であり、ゲームシステムはそのままであるがプレイヤーキャラクターがリッキー（長州力）、ウルトラマシーン（スーパー・ストロング・マシン）、敵キャラクターがウォーリー（ホーク・ウォリアー）、マスクロス（ミル・マスカラス）に変更されている。
10月にはファミリーコンピュータ ディスクシステム対応ソフトとして、任天堂より『プロレス』が発売される。本作の開発はヒューマンが担当しており、後に『ファイヤープロレスリングシリーズ』を生み出す事となった増田雅人が開発に関わっている。ゲームシステムは相手と離れている時は打撃技、組み合ってからタイミングよく方向キーと攻撃ボタンを押す事で技が掛かる仕組みになっている。また、相手のスタミナが消耗していないと大技を掛けた時に返し技で返される事や、トップロープからのダイビング攻撃や場外へのダイビング攻撃が行える点も特徴である。登場キャラクターは6名（+隠しレスラー1名）であり、全て架空のキャラクターとなっている。
その他にはアーケードでは登場レスラーを全てロボットにした『ロボレス2001』（セガ〈後のセガ・インタラクティブ〉）や初の実在のレスラーを登場させた『ダンプ松本』（セガ〈後のセガ・インタラクティブ〉）とその移植版であるセガ・マークIII対応ソフト『極悪同盟 ダンプ松本』（セガ）、スーパーカセットビジョン対応ソフト『乱闘プロレス』（エポック社）などが発売されている。
1987年
5月にディスクシステム対応ソフトとして、バンダイより『キン肉マン キン肉星王位争奪戦』が発売される。開発は『プロレス』を製作したヒューマンであるが、5対5の団体戦を模してはいるものの、通常面は横スクロールのアクションゲームとなっており、大将戦のみリング上でのプロレス対決となっている。
1989年
6月にPCエンジン対応ソフトとして、ヒューマンより『ファイヤープロレスリング コンビネーションタッグ』が発売される。本作の最大の特徴はリングを斜めに配置した構図である。この事により、対角線にハンマースルーをする事が可能となった。ゲームシステムはパンチ、キックなどの打撃技と、RUNボタンを押す事で飛び打撃技、また方向キーとRUNボタンを押す事でダッシュする事ができる。また、本作が初となる演出としてはレスラーの流血や腕の耐久力が落ちた時に腕が下がる事、タッグ戦の際に2対1で技を仕掛けられる事、また場外乱闘の際に画面が切り替わらずそのまま移行する事などが挙げられる。登場レスラーは16名（+隠しレスラー2名）。全て架空のレスラーとなっているが、実在のレスラーを模している事が分かるような名前と顔グラフィックになっている。
その他に、アーケードではアメリカンプロレスを題材にした『チャンピオンレスラー』（タイトー）や『WWFスーパースターズ』（テクノスジャパン）、『レッスルウォー』（セガ〈後のセガ・インタラクティブ〉）などが発売されている。家庭用ゲーム機では『激闘プロレス!! 闘魂伝説』（テクモ〈後のコーエーテクモゲームス〉）や『スーパースタープロレスリング』（ポニーキャニオン）などが発売されている。

### 1990年代
1990年
5月にPCエンジン対応ソフトとして、ハドソンより『マニアックプロレス 明日への闘い』が発売される。本作にはアクション要素が全くなく、コマンド選択式アドベンチャーゲームとして製作されている。
その他に、携帯用ゲーム機では初となるゲームボーイ対応ソフト『プロレス』（ヒューマン）、メガドライブ対応ソフト『キューティー鈴木のリングサイドエンジェル』（アスミック）などが発売されている。
1991年
8月にはPCエンジン対応ソフトとして、ヒューマンより『ファイヤープロレスリング2nd BOUT』が発売される。ゲームシステムは前作とほぼ同じであり、変更点は登場レスラーの変更と自由にタッグを組めるようになった事である。
11月にはPCエンジン対応ソフトとして、アスク講談社より『モンスタープロレス』が発売される。本作ではアクション要素は全くなく、画面上に表示される数字をストップした際に、数字の大きい方が勝つ仕組みとなっており、技を掛けているシーンがアニメーションで表現されているのが特徴である。登場レスラーは全てモンスターであり、架空のキャラクターとなっている。 
12月にはスーパーファミコン対応ソフトとして、ヒューマンより『スーパーファイヤープロレスリング』が発売される。PCエンジンで発売された前2作とシステム面での変更はないものの、本作ではジャイアント馬場をモデルにしたレスラーが初めて登場しており、また初心者のためのチュートリアルとして道場モードが搭載された。

## プロレスゲーム一覧

### アーケードゲーム
1983年
- ザ・ビッグプロレスリング（データイースト）

1984年
- アッポー（セガ・エンタープライゼス）

1985年
- エキサイティング・アワー（テクノスジャパン）

1986年
- ロボレス2001（セガ・エンタープライゼス）
- ダンプ松本（セガ・エンタープライゼス）

1988年
- リングの王者（コナミ）

1989年
- スーパースタープロレスリング（ポニーキャニオン）
- チャンピオンレスラー（タイトー）
- レッスルウォー（セガ・エンタープライゼス）
- WWFスーパースターズ（テクノスジャパン）

1991年
- WWFレッスルフェスト（テクノスジャパン）
- キング・オブ・ザ・モンスターズ（SNK）[9]

1992年
- リングレイジ（タイトー）

1993年
- マッスルボマー（カプコン）
- ファイヤースープレックス（SNK）

1994年
- ブレイジングトルネード（ヒューマン）

1995年
- WWFレッスルマニア（アクレイムジャパン）

1998年
- 新日本プロレスリング 闘魂烈伝3（トミー）

1999年
- 新日本プロレスリング 闘魂烈伝4（トミー）

2000年
- ジャイアントグラム2000 全日本プロレス 3栄光の勇者達[10]（セガ・エンタープライゼス）

2004年
- BATTLE CLIMAXX!（コナミ）

2005年
- プロレス頂上決戦 BATTLE CLIMAXX!（コナミ）

2006年
- キン肉マン マッスルグランプリ（バンダイナムコゲームス）

2007年
- キン肉マン マッスルグランプリ2（バンダイナムコゲームス）

### 家庭用ゲーム機

#### ファミリーコンピュータ
1985年
- キン肉マン マッスルタッグマッチ（バンダイ）

1986年
- タッグチームプロレスリング（ナムコ）[11]
- プロレス（任天堂）

1987年
- キン肉マン キン肉星王位争奪戦（バンダイ）

1989年
- 激闘プロレス!! 闘魂伝説（テクモ）
- スーパースタープロレスリング（ポニーキャニオン）

1992年
- WWFレッスルマニアチャレンジ（ホット・ビィ）
- 闘魂倶楽部（ジャレコ）

#### SG-1000
1985年
- チャンピオンプロレス（セガ・エンタープライゼス）

#### スーパーカセットビジョン
1986年
- 乱闘プロレス（エポック社）

#### セガ・マークIII
1986年
- 極悪同盟 ダンプ松本（セガ・エンタープライゼス）

#### PCエンジン
1989年
- ファイヤープロレスリング コンビネーションタッグ（ヒューマン）

1990年
- マニアックプロレス 明日への闘い（ハドソン）
- チャンピオンレスラー（タイトー）

1991年
- ファイヤープロレスリング2nd BOUT（ヒューマン）
- モンスタープロレス（アスク講談社）

1992年
- ファイヤープロレスリング3 Legend Bout（ヒューマン）

1994年
- 新日本プロレスリング'94 バトルフィールドIN闘強導夢（フジコム）

1995年
- ファイプロ女子 憧夢超女大戦 全女vsJWP（ヒューマン）
- レッスルエンジェルス ダブルインパクト（NECホームエレクトロニクス）

#### メガドライブ
1990年
- キューティー鈴木のリングサイドエンジェル（アスミック）

1991年
- レッスルウォー（セガ・エンタープライゼス）

1992年
- サンダープロレスリング列伝（ヒューマン）

1994年
- WWFロイヤルランブル（アクレイムジャパン）
- WWFマニア・ツアー（アクレイムジャパン）

1995年
- WWF RAW（アクレイムジャパン）

#### スーパーファミコン
1991年
- スーパーファイヤープロレスリング（ヒューマン）

1992年
- WWFスーパー・レッスルマニア（アクレイムジャパン）
- 総合格闘技 アストラルバウト（キングレコード）
- キン肉マン DIRTY CHALLENGER（ユタカ）
- スーパーファイヤープロレスリング2（ヒューマン）

1993年
- 全日本プロレス（メサイヤ）
- WWFロイヤルランブル（アクレイムジャパン）
- 大仁田厚 FMW（ポニーキャニオン）
- 新日本プロレスリング 超戦士 IN 闘強導夢（バリエ）
- 全日本プロレス' 世界最強タッグ（メサイヤ）
- スーパーファイヤープロレスリング3 ファイナルバウト（ヒューマン）

1994年
- 総合格闘技 アストラルバウト2（キングレコード）
- マッスルボマー（カプコン）
- 全日本プロレス ファイトだポン!（メサイヤ）
- スーパーファイヤープロレスリング3 ファイナルバウト（ヒューマン） ※イージータイプ
- ファイプロ女子 オールスタードリームスラム（ヒューマン）
- 新日本プロレスリング'94 バトルフィールド IN 闘強童夢（バリエ）
- 天龍源一郎のプロレスレヴォリューション（ジャレコ）
- 船木誠勝 HYBRID WRESTLER 闘技伝承（テクノスジャパン）
- スーパーレッスルエンジェルス（イマジニア）
- スーパーファイヤープロレスリングSPECIAL（ヒューマン）
- JWP女子プロレス ピュア・レッスル・クイーンズ（ジャレコ）

1995年
- スターダストスープレックス（バリエ）
- 全日本プロレス2 3・4武道館（メサイヤ）
- 新日本プロレスリング公認 '95闘強導夢BATTLE7（バリエ）
- スーパーファイヤープロレスリング クイーンズスペシャル（ヒューマン）
- 激闘バーニングプロレス（BPS）
- 総合格闘技RINGS アストラルバウト3（キングレコード）
- 白いリングへ（ポニーキャニオン）
- スーパーファイヤープロレスリングX（ヒューマン）
- 最強 高田延彦（ハドソン）

1996年
- WWFレッスルマニア・ジ・アーケードゲーム（アクレイムジャパン）
- 美少女レスラー列伝 ブリザードYuki乱入!!（KSS）
- 実況パワープロレスリング'96 マックスボルテージ（コナミ）
- スーパーファイヤープロレスリングX プレミアム（ヒューマン）

#### ネオジオ
1993年
- ファイヤースープレックス（SNK）

#### 3DO
1996年
- ロイヤルプロレスリング 実況ライブ!!（ナツメ）

#### セガサターン
1995年
- ファイプロ外伝 ブレイジングトルネード（ヒューマン）
- メタルファイター♥MIKU（ビクター）

1996年
- WWFレッスルマニア・ジ・アーケードゲーム（アクレイムジャパン）
- ファイヤープロレスリングS シックスメン・スクランブル（ヒューマン）

1997年
- WWFイン・ユア・ハウス（アクレイムジャパン）
- 全日本プロレス FEATURING VIRTUA（セガ・エンタープライゼス）

#### PlayStation
1995年
- 新日本プロレスリング 闘魂烈伝（トミー）

1996年
- WWFレッスルマニア・ジ・アーケードゲーム（アクレイムジャパン）
- チャンピオンレスラー 実況ライブ（タイトー）
- ファイヤープロレスリング アイアンスラム'96（ヒューマン）
- バーチャル・プロレスリング（アスミック・エース エンタテインメント）
- 新日本プロレスリング 闘魂烈伝2（トミー）

1997年
- WWF イン・ユア・ハウス（アクレイムジャパン）
- 週刊プロレス監修 プロレス戦国伝（KSS）
- FIGHTING NETWORK RINGS（ナグザット）
- プロレス戦国伝 HYPER TAG MATCH（KSS）

1998年
- 新日本プロレスリング 闘魂烈伝3（トミー）
- プロレス戦国伝2 格闘絵巻（KSS）
- 全日本女子プロレス 女王伝説 夢の対抗戦（TEN研究所）

1999年
- 全日本プロレス 王者の魂（ヒューマン）
- ファイヤープロレスリングG（ヒューマン）
- SIMPLE1500シリーズ Vol.22 THEプロレス（ディースリー・パブリッシャー）

2000年
- SIMPLE1500シリーズ Vol.52 THEプロレス2（ディースリー・パブリッシャー）

2001年
- エキサイティングプロレス2（ユークス）

#### PC-FX
1995年
- 全日本女子プロレス クイーンオブクイーンズ（NECホームエレクトロニクス）

#### NINTENDO64
1997年
- バーチャル・プロレスリング64（アスミック・エース エンタテインメント）
- WCW vs nWo WORLD TOUR（THQ）

1998年
- 新日本プロレスリング 闘魂炎導 BRAVE SPIRITS（ハドソン）
- 新日本プロレスリング 闘魂炎導2 the next generation（ハドソン）
- WCW vs nWo REVENGE（THQ）

1999年
- WWF WRESTLEMANIA 2000（THQ）

2000年
- バーチャル・プロレス2 王道継承（アスミック・エース エンタテインメント）
- WWF No Mercy（THQ）

#### ドリームキャスト
1999年
- GIANT GRAM 全日本プロレス2 in 日本武道館（セガ・エンタープライゼス）
- 新日本プロレスリング 闘魂烈伝4（トミー）

2000年
- GIANT GRAM 2000 全日本プロレス3 栄光の勇者達（セガ・エンタープライゼス）
- ファイヤープロレスリングD（スパイク）
- WWF ROYAL RUMBLE（ユークス）

#### PlayStation 2
2000年
- オールスタープロレスリング（スクウェア）

2001年
- オールスタープロレスリング2（スクウェア）

2002年
- キングオブコロシアム（赤）（スパイク）
- エキサイティングプロレス3（ユークス）

2003年
- キングオブコロシアム（緑）（スパイク）
- オンラインプロレスリング（ユークス）
- オールスタープロレスリング3（スクウェア・エニックス）
- ファイヤープロレスリングZ（スパイク）
- エキサイティングプロレス4（ユークス）

2004年
- キン肉マン ジェネレーションズ（バンダイ）
- キングオブコロシアム2（スパイク）
- エキサイティングプロレス5（ユークス）
- バックヤードレスリング（アイドス・インタラクティブ）

2005年
- ファイプロ・リターンズ（スパイク）
- エキサイティングプロレス6 SMACKDOWN! vs RAW（ユークス）
- ランブルローズ Rumble Roses（コナミ）
- バックヤードレスリング2（アイドス・インタラクティブ）

2006年
- レッスルキングダム（ユークス）
- キン肉マン マッスルグランプリMAX（バンダイ）
- エキサイティングプロレス7 SMACKDOWN! VS. RAW 2006（ユークス）

2007年
- レッスルキングダム2（ユークス）
- WWE 2007 SmackDown! VS RAW（THQ）

2008年
- キン肉マン マッスルグランプリ2 特盛（バンダイ）

#### ニンテンドーゲームキューブ
2002年
- レッスルマニアX8（ユークス）
- キン肉マンII世 新世代超人VS伝説超人（バンダイ）

#### Xbox 360
2005年
- レッスルキングダム（ユークス）

2006年
- ランブルローズ ダブルエックス（コナミデジタルエンタテインメント）

2012年
- Fire Pro Wrestling（日本マイクロソフト）

#### PlayStation 3
- WWE 2008 SmackDown vs Raw（2008年、THQ）
- WWE 2009 SmackDown vs Raw（2009年、Q）
- WWE 2010 Smackdown vs Raw（2010年、THQ）
- WWE SmackDown vs. Raw 2011（2011年、ユークス、THQ）
- WWE レジェンズ・オブ・レッスルマニア（2009年、THQ）
- WWE'12（2012年、THQ）
- WWE'13（2013年、THQ）
- WWE 2K14（2014年、2K GAMES）

#### PlayStation 4
- WWE 2K15（2015年、2K GAMES）
- WWE 2K16（2016年、2K GAMES）
- WWE 2K17（2017年、2K GAMES）
- WWE 2K18（2018年、2K GAMES）
- FIRE PRO WRESTLING WORLD（2017年、スパイク・チュンソフト）
- WWE 2K バトルグラウンド（2020年、 GAMES）※Nintendo Switch、Xbox One、PC（Steam）、Stadiaでも発売[12]

#### Nintendo Switch
- チキチキプロレス大乱闘!!（2019年、株式会社ポケット）[13]

#### Steam
- RetroMania Wrestling（2021年、Retrosoft Studios）[14]
- Wrestling Empire（2021年、Mat Dickie）[15]

### 携帯用ゲーム機

#### ゲームボーイ
1990年
- プロレス（ヒューマン）

1991年
- 新日本プロレスリング 闘魂三銃士（バリエ）

1992年
- WWFスーパースターズ（ホット・ビィ）
- キン肉マン ザ☆ドリームマッチ（ユタカ）

1993年
- リングレイジ（タイトー）
- WWFスーパースターズ2（アクレイムジャパン）

1994年
- WWFキング オブ リング（アクレイムジャパン）
- 全日本プロレス ジェット（メサイヤ）

#### ゲームボーイカラー
2000年
- ポケットプロレス パーフェクトレスラー（J・ウイング）

#### ネオジオポケット
2000年
- ビッグバンプロレス（SNK）

#### ワンダースワン
1999年
- 新日本プロレスリング闘魂烈伝（トミー）

2000年
- ファイヤープロレスリング for Wonder Swan（加賀テック）

#### ゲームボーイアドバンス
2001年
- ファイヤープロレスリングA（スパイク）

2002年
- ファイナルファイヤープロレスリング 夢の団体運営!（スパイク）
- 新日本プロレス 闘魂烈伝アドバンス（トミー）
- キン肉マンII世 正義超人への道（バンプレスト）
- 闘魂ヒート（パシフィック・センチュリー・サイバーワークス・ジャパン）

#### PlayStation Portable
2006年
- キン肉マン マッスルジェネレーションズ（バンダイ）
- エキサイティングプロレス7 SMACKDOWN! VS. RAW 2006（ユークス）